# Boland Kelder
Boland Kelder (im Export auch unter Boland Cellar bekannt) in Paarl zählt zu den besten Weingütern Südafrikas. Ursprünglich als Genossenschaft gegründet ist Boland Cellar heute eine private Firma im Mehrheitsbesitz der Trauben anliefernden Farmer. Diese werden exklusiv verarbeitet, Zukauf von Trauben findet nicht statt.
Innerhalb der letzten Jahre erhielt das Unternehmen zahlreiche bedeutende Auszeichnungen:
- 2001: Altus le Roux, Weingutsdirektor und Chef-Kellermeister wurde ausgezeichnet als „Winemaker of the year“ bei der International Wine & Spirits Competition „Winemaker of the Year“, er erhielt die „Robert Mondavi Trophy“ in London.
- 2001: Ebenfalls bei der IWSC wurde Boland Cellar ausgezeichnet für den „World’s Best Shiraz“ (Jahrgang 1998) – Chris Hancock Trophy – und den „World’s Best Cabernet Sauvignon“ (Jahrgang 1999) – Warren Winarski Trophy. Aufgrund der weiteren Platzierungen (silber für den 1999er Pinotage, zwei Bronzemedaillen) wurde weiterhin der Titel verliehen als „Best South African Producer“
- 2003: „World’s Best Shiraz“ (Jahrgang 2000) bei der IWSC.
- 2005: „Bester Erzeuger aus Übersee“ bei Mundus Vini, einem deutschen Weinwettbewerb.

Dazu kommen mehr als einhundert Gold- und Double-Gold/Großes Gold-Medaillen international.